# Benedikt Klein
Benedikt Julius Klein (* 1980) ist ein deutscher mediävistischer Germanist.

## Leben

### Ausbildung
Er studierte ab 2006 an der Philipps-Universität Marburg Germanistik, Geschichte und Kunstgeschichte mit Schwerpunkt Mediävistik und konnte mit einem Magister abschließen. Während dieser Zeit beteiligte er sich an einem von der Deutschen Forschungsgemeinschaft geförderten und von Christa Bertelsmeier-Kierst geleiteten Projekt zur Übersetzungsliteratur im deutschen Frühhumanismus. Zwischen 2014 und 2017 arbeitete er an einer Dissertation zum Thema Augustin von Hammerstetten: „History vom Hirs mit dem guldin ghurn und der Fürstin vom pronnen“. Der erste Schlüsselroman in deutscher Sprache, die aber letztlich unvollendet blieb. Im Zuge des Promotionsverfahrens wurde er Mitglied der Marburg University Research Academy, wo er sich unter anderem in der Arbeitsgruppe „Interdisziplinäres Literaturwissenschaftliches Kolloquium“ engagierte.

### Berufsleben
Zwischen 2013 und 2019 war Klein an seiner Universität als wissenschaftlicher Mitarbeiter am Institut für Deutsche Philologie des Mittelalters sowie damit einhergehend als Lehrbeauftragter für das Fach Altgermanistik tätig. Sein Forschungsschwerpunkt lag auf der populärkulturellen Mittelalterdarstellung und -rezeption, insbesondere in Medien wie Filmen oder Computerspielen.
Darüber hinaus arbeitete er freiberuflich für verschiedene Verlage. Zurzeit (Stand: November 2021) ist er am Zentrum für fremdsprachliche und berufsfeldorientierte Kompetenzen (ZfbK) der Justus-Liebig-Universität Gießen angestellt. Dort oblag ihm zunächst zwischen 2019 und Januar 2021 als Projektkoordinator die Organisation des Verbundprojektes „Digital gestütztes Lehren und Lernen in Hessen“ (digLL), in dem sich elf hessische Hochschulen zusammengeschlossen hatten. Seit dem Auslaufen dieses Projektes ist Klein am ZfbK Projektkoordinator für das „HessenHub – Netzwerk digitale Hochschullehre Hessen“.

### Sonstiges
Vor dem Hintergrund des von Klein zwischen März 2018 und Mai 2019 verantworteten Lehrforschungsprojektes „Mittelalter goes Pop!“ erschien im Oktober 2018 ein Interview mit ihm in der Tageszeitung Die Welt. Auf der Grundlage dieses Artikels wurde Klein im April 2019 von Hazel Brugger und Thomas Spitzer für die 15. Episode ihrer YouTube-Serie Deutschland Was Geht interviewt. Das Video bezog seine Komik und in der Folge seine Popularität vor allem daraus, dass Brugger sich im Vorfeld unzureichend über ihn informiert hatte und ihn als „Game-of-Thrones-Experten“ sowie „Professor für das Mittelalter“ ankündigte. Klein wies beide Bezeichnungen zurück, was die Prämisse des Gespräches zunächst ad absurdum führte.

## Publikationen (Auswahl)
- Benedikt Klein: Söhne der Schlange. Verlag OelMühlenPresse, Marburg, 2007, ISBN 978-3-929204-16-2.
- Benedikt Klein (Hrsg.): Schriften zur Bekämpfung sentimentaler anachronistischer gothicnovellistischer Schwarzsehromantik. Fünf abschreckende Beispiele. Edition Neue Vorhut, Verlag OelMühlenPresse, Marburg, 2008, ISBN 978-3-929204-17-9.
- Christa Bertelsmeier-Kierst; Benedikt Klein: Die Krakauer ‚Wigalois‘-Fragmente (q). Eine weitere Handschrift im Umkreis der Cgm 19-Gruppe? In: Zeitschrift für deutsches Altertum und deutsche Literatur, Band 144, Heft 2, 2015, Seiten 150–177.
- Benedikt Klein; Bernhard Streck (Hrsg.): Luthers große Türkenschriften. Verlag Blaues Schloss, Marburg, 2017, ISBN 978-3-943556-64-3.
- Benedikt Klein; Wolfgang Seim; Bernhard Streck: Homberg im Hessenkrieg. Der Dreißigjährige Krieg, das Ohmtal und das Jahr 1646. Verlag Blaues Schloss, Marburg, 2018.